# Ajuntament de la Galera
L'Ajuntament de la Galera és un edifici del municipi de la Galera inclòs en l'Inventari del Patrimoni Arquitectònic de Catalunya.
Edifici aïllat de planta baixa i dos pisos al carrer Sant Llorenç i davant de la plaça d'Espanya. A més de la funció d'ajuntament també acull el jutjat de pau, la biblioteca municipal i el consell d'esports. No es coneix l'antic emplaçament de l'ajuntament. Se sap, però, que a on hi ha l'actual ajuntament abans hi havia una bassa d'aigua que donava nom a un carrer.
Es tracta d'un edifici de planta quadrada buit a la part central on hi ha l'escala d'accés als diferents pisos i dependències. La façana és tota de mamposteria ordinària sense arrebossar i totes les obertures -repartides de manera regular i ordenada-menys les del segon pis que estan emmarcades amb carreus regulars de pedra. Les finestres del del segon pis i les línies ornamentals d'imposta estan realitzades amb maons. Sobre la porta hi ha la data de construcció: 1906- i en part destacada hi ha un escut.